# Actidium
Actidium — рід грибів родини Mytilinidiaceae. Назва вперше опублікована 1815 року.

## Види
База даних Species Fungorum станом на 26.09.2019 налічує 6 видів:
- Actidium baccarinii
- Actidium hysterioides
- Actidium mirabile
- Actidium pulchellum
- Actidium pulchra
- Actidium zoggii